# Bogohl 5
Bombengeschwader der Obersten Heeresleitung Nr. 5 – Bogohl 5 – dywizjon bombowy lotnictwa niemieckiego Luftstreitkräfte z okresu I wojny światowej.

## Informacje ogólne
Jednostka została utworzona formalnie w 17 grudnia 1917 roku w wyniku reorganizacji Kagohl 5. Dowódcą jednostki został mianowany por. Nordmann. Jednostka została utworzona jako jednostka bombowa i składała się z trzech eskadr Jednostka brała udział w dużych nalotach na Paryż w 1917 i 1918 roku. Np. 11 marca eskadra dywizjonu, Bosta 5, brała udział wraz z Bomberstaffel 1 i Bomberstaffel 2 z Boghol 1 oraz Bomberstaffel 7 z Boghol 6 w ataku ponad 70 samolotów na stolicę Francji. Bomberstaffel 4, Bomberstaffel 5, Bomberstaffel 6.
Jednostka była wyposażona między innymi w samoloty Albatros D.V, Gotha G.IV. W jednostce służyli m.in.: Karl Deilmann.

## Dowódcy Jednostki
| Stopień   | Nazwisko | Okres                         |
| --------- | -------- | ----------------------------- |
| porucznik | Nordmann | listopad 1918 – listopad 1918 |